# Corallus
Genre
Corallus est un genre de serpents de la famille des Boidae.

## Répartition
Les espèces de ce genre se rencontrent en Amérique centrale, en Amérique du Sud et aux Antilles.

## Liste des espèces
Selon The Reptile Database (4 septembre 2014) :
- Corallus annulatus (Cope, 1876)
- Corallus batesii (Gray, 1860)
- Corallus blombergi (Rendahl & Vestergren, 1941)
- Corallus caninus (Linnaeus, 1758)
- Corallus cookii Gray, 1842
- Corallus cropanii (Hoge, 1953)
- Corallus grenadensis (Barbour, 1914)
- Corallus hortulanus (Linnaeus, 1758)
- Corallus ruschenbergerii (Cope, 1876)

## Publication originale
- Daudin, 1803 : Histoire Naturelle, Générale et Particulière des Reptiles; ouvrage faisant suit à l'Histoire naturelle générale et particulière, composée par Leclerc de Buffon; et rédigee par C.S. Sonnini, membre de plusieurs sociétés savantes, vol. 5, F. Dufart, Paris, p. 1-365 (texte intégral).